# Artrite cronica indifferenziata
Per artrite cronica indifferenziata si intende un gruppo di artriti dell'infanzia non meglio specificate che includono tutte le altre forme non denominate altrimenti e le varie forme combinate possibili.

## Diagnosi
Se agli esami di laboratorio non si evince con chiarezza la presenza di una specifica forma di artrite idiopatica giovanile o se i sintomi e segni clinici mostrati sono comuni a varie forme e non si comprende quale essa possa essere allora si diagnostica tale malattia.